# Peleaga
45°22′N 22°52′Ø / 45.367°N 22.867°Ø
Peleaga er den højeste bjergtop i Retezatbjergene i Rumænien og er en del af de Transsylvanske Alper. Bjerget har en højde på 2509 meter over havet og er af de højeste i Rumænien. Andre toppe i massivet er Păpuşa (Varful Păpuşa) og Retezat (Vârful Retezat).

## Ekstern henvisning
- Jiuvalley.com – Kort over Retezat